# منطقة رشتخوار الريفية
منطقة رشتخوار الريفية (بالفارسية: دهستان رشتخوار) هي منطقة ريفية في المنطقة الوسطى من مقاطعة رشتخوار بمحافظة خراسان رضوي في إيران. تمتلك هذه المنطقة الريفية 27 قرية. في تعداد عام 2006، كان عدد سكانها 16,536 ، وعدد الأسر 3,876.